# Élection présidentielle américaine de 1960 dans le Wyoming
L'élection présidentielle américaine de 1960 dans le Wyoming a lieu le 8 novembre 1960 comme dans les 49 autres États qui composent les États-Unis. Les électeurs wyomingais  choisissent des grands électeurs pour les représenter dans le collège électoral à travers un vote populaire. Le Wyoming dispose en 1960 de 3 grands électeurs. L'État donne l'ensemble de ses grands électeurs au candidat du Parti républicain, le vice-président des États-Unis sortant Richard Nixon. 
Le candidat vainqueur de ce scrutin dans tout le pays sera néanmoins le démocrate John Fitzgerald Kennedy, qui occupera la présidence des États-Unis du 20 janvier 1961 à son assassinat le 22 novembre 1963. 